# 피트 로즈
피터 에드워드 "피트" 로즈 시니어(Peter Edward "Pete" Rose, Sr., 1941년 4월 14일~2024년 9월 30일)는 찰리 허슬(Charlie Hustle)이라는 별명으로도 유명한 전 메이저 리그 베이스볼 선수이자 감독이다. 선수로는 1963년부터 1986년까지, 감독으로는 1984년부터 1989년까지 활약했다.
스위치 히터로 3,562 경기에 출장하여, 14,053 타수, 4,256 안타, 10,328 아웃을 기록했다. 월드 시리즈에서 세 차례 우승했으며, 수위 타자 3회, 최우수 선수 1회, 골든 글러브 2회, 신인상 등을 수상했다. 올스타전에도 17번 출전했으며, 2루수, 좌익수, 우익수, 3루수, 1루수 포지션을 맡았다.
현역 선수에서 은퇴한 3년 후인 1989년 8월 신시네티 레즈 감독으로 재임하던 시절 스포츠 도박에 연루된 일로 인해 메이저 리그에서 영구 추방되었다. 1991년 메이저 리그 명예의 전당 측은 영구 추방된 사람을 헌액 후보자에서 제외하기로 의결하였다.

## 어린 시절
신시내티에서 해리 프랜시스와 라번 로즈 사이에 4명의 자식들 중 하나로 태어난 로즈는 웨스턴힐 고등학교에서 야구와 미식축구 두 종목에서 활약하였고 1960년 졸업한 직후 자신의 고향팀 신시내티 레즈와 계약을 맺었다.
그 후 몇 시즌 동안 로즈는 착실하게 자신의 실력을 향상시켜 1962년 메이컨 피치스를 위하여 타율 .330을 기록하고 레즈로 진급하는 자세에서 자신을 놓았다.
봄에 이어 주전 2루수 돈 블레이신게임이 근육 부상을 당하자 로즈는 입단하여 주전 위치를 완전히 차지했다.

## 프로 경력

### 신시내티 레즈
로즈는 첫 시즌을 11타수 무안타로 시작하였으나 1963년 4월 13일 피츠버그 파이리츠를 상대로 자신의 첫 메이저 리그 안타를 기록하였다. 그는 첫 메이저리그 시즌에서 타율 .273 만을 기록하였지만 그 해의 내셔널 리그 신인 선수 상을 받는 것은 확실했다.
1964년 그는 홈에서 분투하여 시즌에 타율 .269를 기록하였고, 자신의 실력 부족으로 8월 중순에 거의 1달간 벤치에 앉아있는 신세가 되었다. 그러나 로즈는 그 기록에 시즌을 완료하지 않고 시즌의 마지막 20개의 경기에서 타율 .310을 기록하며 자신의 2번째 기회를 얻었다.
그 후 9시즌을 위하여 로즈는 절대 지나간 일을 보지 않았다. 1965년부터 1973년까지 로즈는 평균 타율 .320을 기록했고 평균 205개의 안타를 기록하였다. 로즈는 9년 동안 7번이나 MVP 투표에서 톱 10안에 들었고 1973년 .338의 타율과 230개의 안타로 MVP를 수상하였다.
로즈는 레즈에서 2루수, 3루수와 1루수로도 활약을 하였다.
올스타 경기 역사상 가장 불명예스러운 활약들 중에 하나는 로즈를 관련시켰다. 1970년 신시내티의 리버프론트 스타디움에서 벌어진 경기에서 경기는 12회의 이닝으로 동점되어 향했다. 로즈는 1루타를 치고 결국 득점하는 위치로 옮겨 들어갔다. 시카고 컵스의 짐 히크먼이 센터로 1루타를 칠때 로즈는 본루로 향하는 3루 주위를 달렸다. 투구가 그를 잡는 데 기회가 없었어도 우승 득점을 매기는 데 클리블랜드 인디언스의 포수 레이 포스와 함께 공평하게 충돌하였다.

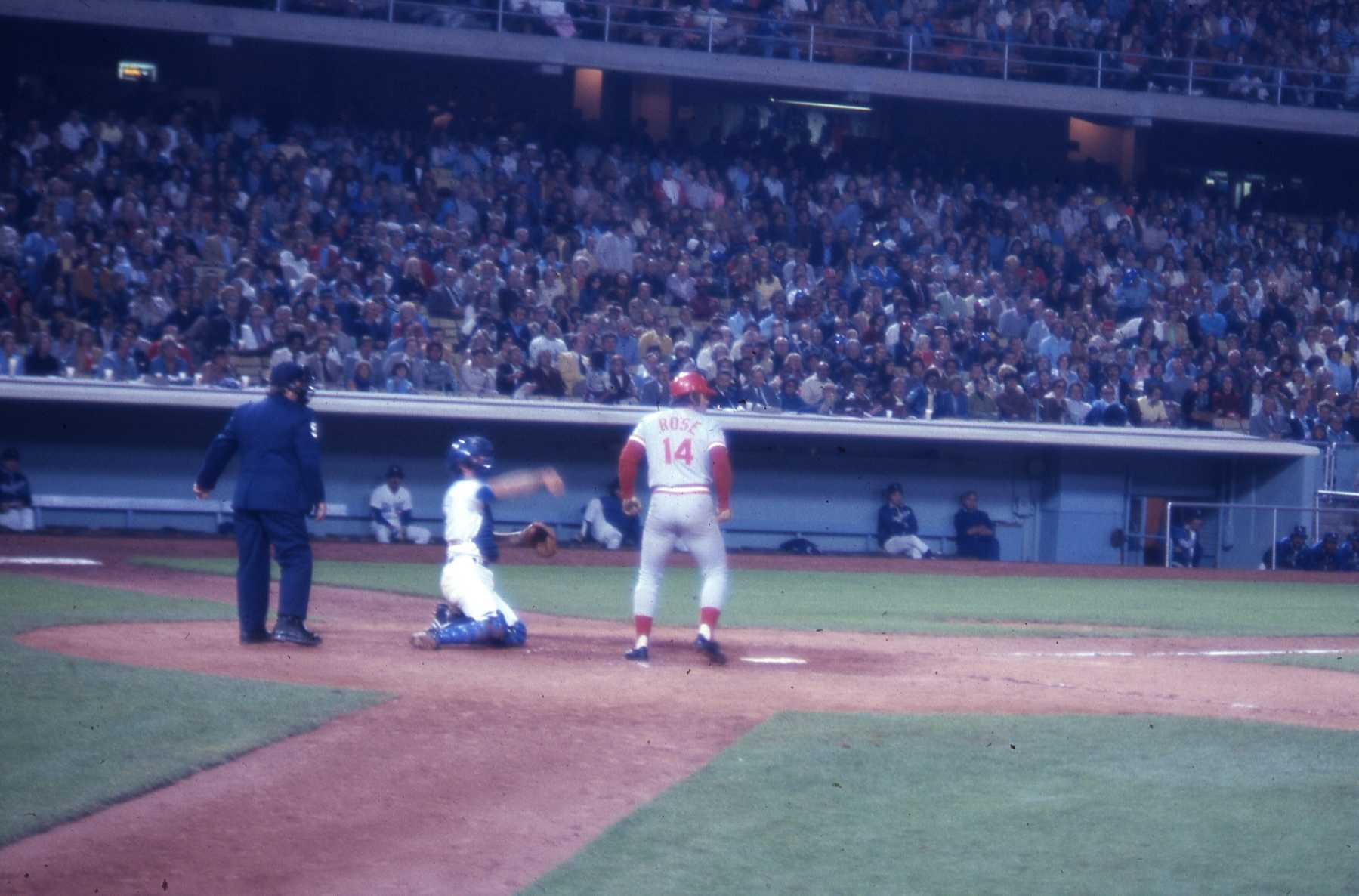
타석으로 나가는 로즈

포스는 똑같은 선수가 전혀 아니었고 충돌에서 어깨가 갈라진 부상을 겪었다. 그러나 사고로부터 멍이 든 무릎과 함께 3개의 경기들을 놓치고 말던 로즈였으며, 포스는 사실 당시 자신의 부상이 진단되지 않으면서 아무 활동을 놓치지 않았다.
레즈는 한해를 이기는 팀이 되었으나 1970년과 1972년 월드 시리즈로 이루는 데 불구하고 1973년 플레이오프들로 돌아가 아직 타이틀을 우승하지 않았다. 1975년 108개의 우승 정규 시즌 후에 레즈가 보스턴 레드삭스와 고전적 7개의 경기 전투에 교전할 때 변화가 일어났다. 로즈는 시리즈를 위하여 .370점을 타구하여 월드 시리즈의 MVP로 임명되었다.
이어진 시즌에 로즈와 레즈는 공식적 이후 시즌을 통하여 휩쓸어 두번째 연속적 시리즈로 향하는 7 대 0의 완벽한 득점을 얻었다.
1978년 5월 5일 로즈는 몬트리올 엑스포스를 상대로 1루타와 함께 3000 안타 클럽에 가입하는 데 메이저 리그 역사상 13번째 선수가 되었다.
로즈는 6월 14일 시카고 컵스를 상대로 2 승 4 패로 갔고, 7월 말기를 통하여 안전한 안타로 진행하였다. 연정 타구는 결국 44개의 경기들 후에 끝나고, 애틀랜타 브레이브스를 상대로 8월 1일 윌리 킬러의 존재하는 내셔널 리그 기록에 동점을 매겼다.
1978년 시즌의 마지막에 로즈는 자유 계약 선수가 되었고, 자신의 연정 타구를 준 대중매체의 주에 큰 부분으로 그는 시장이 무엇을 지탱하는 것을 보기로 결정하였다.

### 필라델피아 필리스
37세의 나이로 로즈는 필라델피아 필리스와 3.2백만 달러의 4년 계약을 맺어 당시 경기에서 가장 높은 출전료를 받는 선수로 만들었다. 마이크 슈미트가 3루에서 견고하게 자신의 입장을 굳힌 이유로 로즈는 팀의 매일 1루수가 되었다. 로즈는 퍼즐의 마지막 조각이었고, 팀과 함께 자신의 2번째 시즌인 1980년 필리스는 프랜차이즈 역사상 처음으로 월드 시리즈를 우승하였다.
로즈는 1983년 시즌을 통하여 필리스와 머물었고, 팀이 다시 한번 월드 시리즈로 진출할 때 5개의 경기들에서 볼티모어 오리올스에게 패하였다. 그러나 42세의 나이로 .245점 만의 타구 평균의 정규 시즌과 함께 그의 전성기는 명확하게 지나갔다. 필리스와 함께 대리 역할을 받아들일 수 없게 되자 팀은 그해 시즌 후에 로즈를 내보냈다.

### 몬트리올 엑스포스
4월 13일 로즈는 몬트리올 엑스포스와 계약을 맺어 4000 안타 클럽의 단 하나의 일원으로서 타이 코브에 가입하는 데 제리 쿠스만을 상대로 2루타를 매겼다.

### 레즈로 복귀
8월 15일 신시내티 레즈는 로즈와 함께 재결합을 하기로 결정하여 선수로 뿐만 아니라 팀의 감독으로서 자신들의 고향 영웅을 다시 가지는 데 트레이드를 만들었다. 계약에 의하여 되살려진 로즈는 시즌의 나머지에 .365점을 타구를 함은 물론, 팀을 내셔널 리그 서부 최하위로부터 나와있도록 하였다.
1985년 9월 대중 매체의 정밀한 조사가 다시 한번 로즈에게 목표를 두면서 선수 겸 감독이 야구의 역사를 만들었다. 샌디에이고 파드리스의 투수 에릭 쇼에 1루타를 치면서 로즈는 4192번째 안타와 함께 사상 안타 기록을 세우는 데 타이 코브를 앞섰다.
45세의 나이로 1986년 72개의 경기 만을 활약한 후, 로즈는 선수로서 그만두었다. 총 4256개의 그의 마지막 안타는 선수들이 확인시키기 위한 새로운 기준이 되었다.

## 선수 이후의 경력

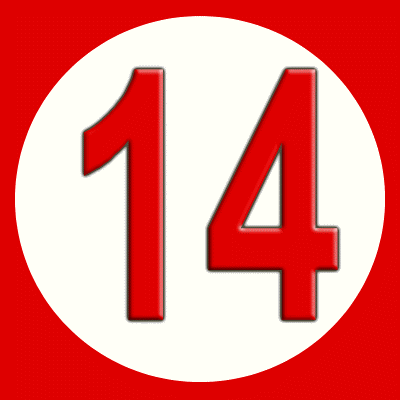
신시내티 레즈에 의하여 영구 결번된 로즈의 등번호 14

로즈는 1989년 8월 24일까지 레즈의 감독으로 남아있었다. 그 당시에 팀은 4번이나 내셔널 리그 서부에서 2위를 하였으나 전혀 공식 이후의 시즌들로 들어갈 수 없었다. 1988년 레즈의 감독으로서 자신의 완전한 마지막 시즌에 로즈는 레즈를 상대로 판정자 데이브 팰론에 의한 전화에 의하여 격노하게 되었다. 로즈는 하나의 요점에서 자신이 팰론을 밀어냈다고 격렬하게 주장하였다. 로즈는 자신의 행동으로 내셔널 리그의 회장 A. 바틀렛 자마티에 의하여 30개의 경기들을 위한 정직을 당하였다.
시즌에 이어 로즈의 진술들은 이제 스포츠의 커미셔너가 된 자마티의 주의에 온 야구에 내기를 하였다. 그는 주장들을 조사하는 데 존 M. 도드를 남겨놓았다. 도드 리포트는 1987년 레즈와 관련된 52개의 경기들을 포한한 야구 경기들에 로즈가 정규적으로, 되풀이적으로 내기를 한 증거를 드러냈다. 레즈에 내기를 한 로즈를 보인 증거가 없었어도 부정이 자마티가 선택이 없는 것같이 느껴졌으나 야구로부터 영구적으로 로즈를 추방하는 데 충분하였다.
1989년 8월 24일 로즈가 모든 고발을 부인하고 소송을 제출하였어도 그는 자발적으로 스포츠의 부적격 명단에 영구적 배치를 받아들였다. 결과로서 그의 필드에 성취들에 불구하고 로즈는 미국 야구 명예의 전당에 선출되는 데 부적당하게 되었다.
1992년 로즈는 페이 빈센트와, 그리고 1997년 다시 버드 셀릭과 함께 복직을 신청하였으나 거부되었다.
2004년 저서 "장벽 없는 나의 교도소"를 펴냈는 데 자신이 견고하게 자신의 팀에 도박을 한 것을 부인하였어도 결국적으로 야구 경기들에 자신이 도박을 해온 것을 인정하였다. 로즈는 공공적으로 스포츠의 좋은 은혜들로 복귀할 수 있는 희망들에 자신이 결국 허락을 만들었다고 진술하였다.
2015년 12월 14일 커미셔너 롭 맨프레드는 복직을 위한 로즈의 신청을 거절하였다.

## 개인 생활
로즈의 트레이드마크들 중의 하나는 도보한 후에 1루로 재빠르게 달리는 것이었다. 뉴욕 양키스의 투수 화이티 포드는 풍자적으로 로즈를 "찰리 허슬"이라고 별명을 붙였다.
로즈는 1964년 캐롤린 엥글하트와 결혼하여 2명의 자식들 - 딸 폰과 아들 피트 주니어를 두었다. 부부는 1980년 이혼하고 로즈는 4년 후에 자신의 두번째 부인 캐롤과 재혼하였다. 그 결혼 생활로부터 2명의 자식들 - 아들 타일러와 딸 카라를 두었으며, 2011년 3월 로즈는 이혼을 하였다.
아들 피트 로즈 주니어는 마이너 리그 선수로서 16년을 보냈고, 1997년 레즈와 함께 하나의 일정 기간을 활약하였다. 2005년 그는 1990년대 후반에 자신의 마이너 리그 동료들에게 마약을 분배한 일에 기소되어 유죄가 입증되었다. 그는 1달간 징역 살이를 하였다.
2024년 10월 1일 자택에서 숨진 채 발견되었다.

## 같이 보기
- 3000 안타 클럽
- 메이저 리그 베이스볼 올센추리 팀